# معز الدولة بن صمادح
معز الدولة أحمد بن محمد بن معن بن صمادح التجيبي آخر حكام طائفة ألمرية في عهد ملوك الطوائف.

## سيرته
قاد معز الدولة قوات ألمرية المشاركة إلى جانب باقي قوات الأندلس والمرابطين في معركة الزلاقة عام 479 هـ، أمام جيش ألفونسو السادس ملك قشتالة. وبعد وفاة أبيه المعتصم بن صمادح في ربيع الآخر 484 هـ، تولى معز الدولة حكم طائفة ألمرية، غير أن حكمه لم يستمر طويلاً، حيث غزته قوات من المرابطين بقيادة أبي زكريا بن واسنو أحد قادة يوسف بن تاشفين ففر معز الدولة في شعبان 484 هـ بأهله على متن ثلاث سفن كان قد جهزها للهرب، ولجأ إلى بني حماد تلبية منه لوصية كان أبوه قد أوصاه بها، باللجوء إليهم في حال غزاه المرابطون، وقد عاش معز الدولة في كنف الحماديين حتى وفاته.